# Christ de La Havane
Le Christ de La Havane (espagnol: Cristo de La Habana) est une sculpture monumentale représentant Jésus de Nazareth sur une colline surplombant la baie de La Havane dans la municipalité de Regla à Cuba. Inaugurée en décembre 1958, c’est l'œuvre de la sculptrice cubaine Jilma Madera.

## Description
Le Christ de La Havane est une sculpture monumentale de 20 mètres de haut et de 320 tonnes. Situé à 51 mètres au dessus du niveau de la mer, il est constitué de 67 pièces de marbre de Carrare mises en place autour d’une armature d’acier avec en son centre une poutre d’acier. Ces pièces de marbre sont fixées avec des tendeurs d’acier à la structure métallique. Un béton coulé complète la composition de la structure .

## Historique
Après l’attaque du palais présidentiel, Marta Fernandez Miranda de Batista épouse de Fulgencio Batista, craignant pour la vie de son mari s’engage à faire construire une sculpture du Christ qui pourrait être vue de l’ensemble des habitants de La Havane si son époux n’est pas tué par les opposants au régime. En 1956 la sculptrice Jilma Madera gagne le concours pour construire le monument. Elle se déplace en Italie pendant deux ans pour réaliser celui-ci. Une fois terminée elle est bénie par le Pape Pie XII avant de partir pour Cuba en bateau en 1958. Le cardinal Manuel Arteaga y Betancourt, archevêque de La Havane, inaugure la sculpture le 24 décembre 1958. Quelques jours après les révolutionnaires de Fidel Castro prennent La Havane. La statue est alors laissée à l'abandon dans un régime castriste empreint d’idéologie communiste hostile à la religion. En 1961, 1962 et 1986 le Christ de La Havane est touché par la foudre mais reste debout. Jilma Madera utilise un bloc de marbre supplémentaire, apporté d'Italie, pour réparer une dégradation de la tête de la sculpture par la foudre. Ces travaux ont duré cinq mois. C'est après la chute de l'Union des républiques socialistes soviétiques en 1991, que le régime castriste permet une relative liberté religieuse. La visite de la statue, alors située une zone militaire inaccessible, est de nouveau autorisée ,. Aujourd'hui plus de 3 millions d'habitants et de touristes viennent voir cette monumentale satue